# رسوایی ۲
رسوایی ۲ فیلمی به کارگردانی، نویسندگی و تهیه‌کنندگی مسعود ده نمکی محصول سال ۱۳۹۴ است.
این فیلم برای نمایش در بخش سودای سیمرغ سی و چهارمین دوره جشنواره فیلم فجر پذیرفته شد. رسوایی ۲ در تاریخ ۱۵ اردیبهشت ۱۳۹۵ در سینماهای ایران اکران شده‌است.

## خلاصه داستان
اتفاقات رسوایی۲ چند سال بعد از قصه رسوایی در یک شهر فرضی با داستانی تخیلی رخ می‌دهد.
«تا خدا تکانتان نداده به خودتان تکانی بدهید!» این جمله‌ای است که حاج یوسف، پیرمرد زاهد وارسته خطاب به مردم و مسئولین شهری می‌گوید که گرفتار رذایل اخلاقی و اجتماعی شده‌اند. در پی هشدار حاج یوسف شایعه نزول عن قریب بلا و عذاب الهی آرامش شهر را بهم می ریزد و….

## بازیگران
| بازیگر            | نقش        |
| ----------------- | ---------- |
| اکبر عبدی         | حاج یوسف   |
| سحر قریشی         | شیدا       |
| محمدرضا شریفی‌نیا  | شریف       |
| فخرالدین صدیق‌شریف | شهریاری    |
| مهران رجبی        | رجبی       |
| امیر نوری         | امیر       |
| اسماعیل خلج       | میرزا      |
| رامین راستاد      | کامبیز     |
| ابوالفضل همراه    | افشین      |
| عباس محبوب        | بنگاهی     |
| مختار سائقی       | معلول      |
| امین ایمانی       | شاگرد یوسف |
| مجید شهریاری      | شاکی       |
| فریبا ترکاشوند    | شاکی       |
| ملیکا شعبان       |            |

## جشنواره فیلم فجر
| قسمت                                           | نامزد                            | نتیجه    | جایزه        |
| ---------------------------------------------- | -------------------------------- | -------- | ------------ |
| بهترین جلوه‌های ویژه میدانی و جلوه‌های ویژه بصری | محمدرضا نجفی امامی(جلوه‌های بصری) | نامزدشده | سیمرغ بلورین |